# Mistrovství světa juniorů v orientačním běhu 2016
27. Mistrovství světa juniorů v orientačním běhu proběhlo ve Švýcarských městech Engadin a Scuol ve dnech 9. až 15. července 2016. Centrum závodů JMS bylo v horském prostředí kantonu Graubünden při řece Inn ležící na východě země.

## Program závodů
Program Mistrovství světa byl zveřejněn v souladu s Pravidly IOF v Bulletinu číslo čtyři:
| Den          | Závod                | Centrum závodu |
| ------------ | -------------------- | -------------- |
| 10. červenec | Finále – Sprint      | Scuol          |
| 11. červenec | Finále – Long        | Val Müstair    |
| 13. červenec | Kvalifikace – Middle | Susch-Lavin    |
| 14. červenec | Finále - Middle      | Susch-Lavin    |
| 10. červenec | Finále – Štafety     | Tarasp         |

## Medailová klasifikace podle zemí
| Medailová klasifikace podle zemí | Medailová klasifikace podle zemí | Medailová klasifikace podle zemí | Medailová klasifikace podle zemí | Medailová klasifikace podle zemí | Medailová klasifikace podle zemí |
| Umístění                         | Země                             | Zlato                            | Stříbro                          | Bronz                            | Součet                           |
| -------------------------------- | -------------------------------- | -------------------------------- | -------------------------------- | -------------------------------- | -------------------------------- |
| 1.                               | Švýcarsko                        | 7                                | 4                                | 1                                | 12                               |
| 2.                               | Finsko                           | 1                                | 1                                | 2                                | 4                                |
| 3.                               | Švédsko                          | -                                | 1                                | 3                                | 4                                |
| 4.                               | Polsko                           | -                                | 1                                | -                                | 1                                |
| 4.                               | Rusko                            | -                                | 1                                | -                                | 1                                |
| 6.                               | Norsko                           | -                                | -                                | 2                                | 2                                |